# Nono cerchio
Nono cerchio è un film del 1960 diretto da France Štiglic, presentato in concorso al 13º Festival di Cannes e nominato all'Oscar al miglior film straniero.

## Trama
Zagabria, 1941. Al fine di salvare dalla persecuzione degli ustascia Ruth, la giovane figlia dei suoi vicini ebrei, il vecchio Vojnović convince suo figlio Ivo a sposarla. Il giovane è scontento della fine improvvisa della sua gioventù spensierata e non sembra gradire affatto quella ragazza più giovane di lui, anche perché è innamorato della coetanea Magda. Con il tempo tuttavia si sviluppa un amore sincero e intenso tra lui e Ruth e, quando ella si ritrova sola per strada e viene arrestata, lui cercherà di salvarla, anche se questo vuol dire entrare nel Nono Cerchio, al centro di un campo di concentramento dove gli ustascia torturano i prigionieri.

## Distribuzione
Il film uscì in Jugoslavia il 21 aprile 1960 e venne distribuito in 36 paesi stranieri.
È stato il primo lungometraggio di produzione jugoslava ad avere una distribuzione regolare negli Stati Uniti. La prima americana avvenne il 13 settembre 1961 al Carnegie Hall di New York.
L'edizione italiana viene segnalata della durata di 91 o 94 o 97 minuti a seconda delle fonti, contro una durata della pellicola originale di 107 minuti.

## Accoglienza
Riscosse successo sia in patria che all'estero.

## Riconoscimenti
1960 – Festival del cinema di Pola
Arena d'Oro per il miglior film
Arena d'Oro per la miglior sceneggiatura (Zora Dirnbach)
Arena d'Oro per la miglior interprete femminile (Dušica Žegerac)
Arena d'Oro per il miglior interprete non protagonista (Branko Tatić)
Arena d'Oro per la miglior fotografia (Ivan Marinček)
Arena d'Oro per la miglior musica (Branimir Sakač)
Premio del pubblico Jelen
1961 – Premio Oscar
Candidato per il miglior film straniero
Al Festival di Cannes del 2020 è stato ripresentato, in versione restaurata, nella 17. edizione dei "Classici di Cannes".